# Parque inundable

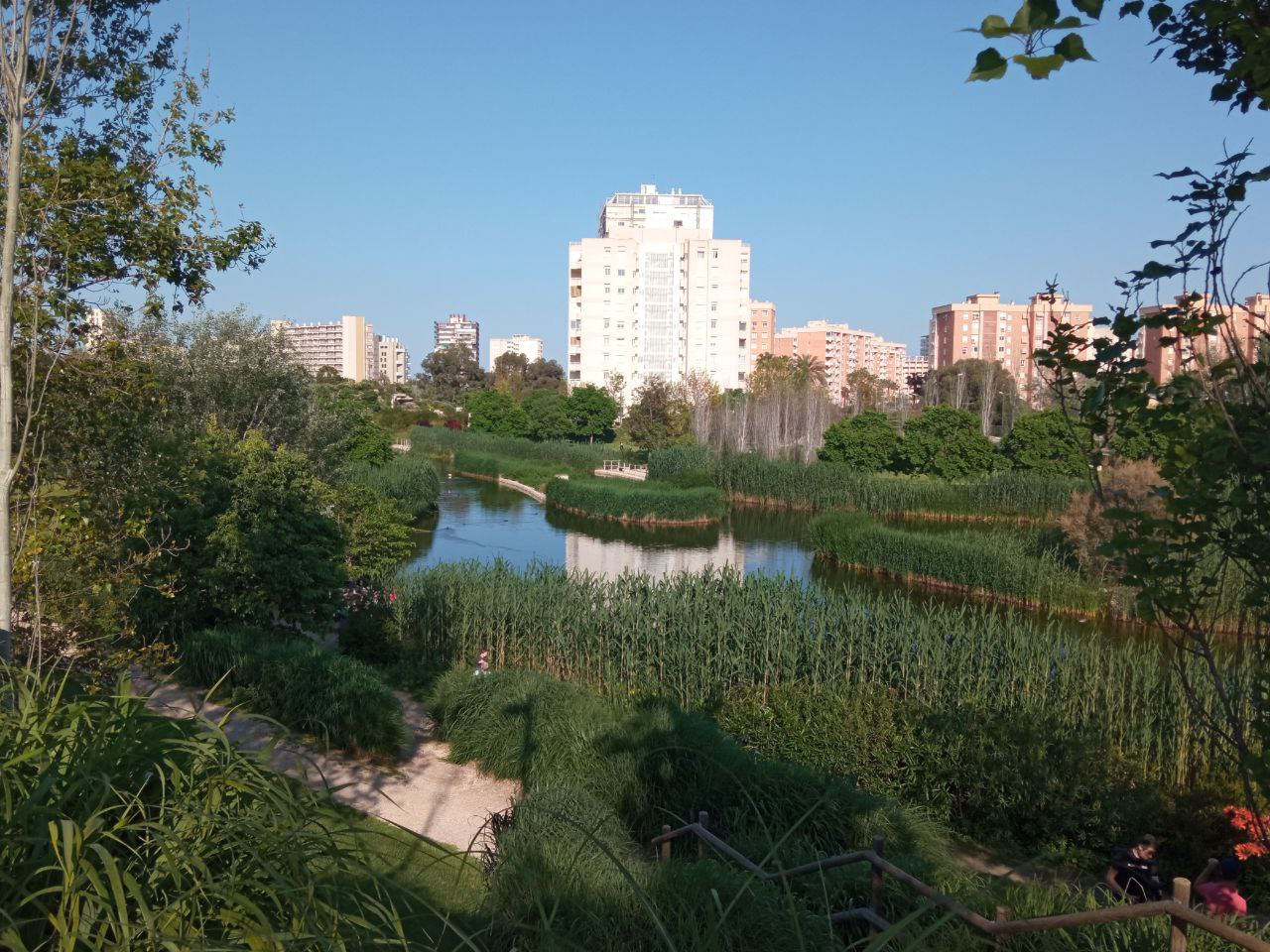
La Marjal de Alicante, primer parque inundable de España, construido en 2015.

Un parque inundable es un tipo de infraestructura verde diseñada para combinar usos recreativos, ecológicos y de gestión del agua. En condiciones normales, funciona como un parque urbano convencional, pero está preparado para recoger, almacenar y laminar el agua durante episodios de lluvias intensas, evitando inundaciones en el entorno urbano.

## Características
Los parques inundables presentan una topografía adaptada para permitir la acumulación temporal del agua. Incluyen elementos como:
- Depresiones o vasos de retención
- Estanques, lagunas y humedales artificiales
- Colectores y canales de drenaje
- Vegetación adaptada a condiciones húmedas
- Sistemas de bombeo o rebose conectados al alcantarillado o a plantas depuradoras

Estos espacios pueden almacenar decenas de miles de metros cúbicos de agua, que luego se libera de forma controlada o se reutiliza para el riego urbano.

## Funciones
- Hidráulica: Su función principal es actuar como sistema de drenaje urbano sostenible (SUDS), reteniendo el agua de lluvia en episodios torrenciales, lo que ayuda a mitigar las inundaciones en zonas densamente urbanizadas.[2]
- Ecológica: Favorecen la biodiversidad mediante la creación de microhábitats para aves, anfibios y vegetación de ribera. También mejoran la calidad del aire y reducen el efecto isla de calor.
- Social y recreativa: Se integran como zonas verdes accesibles a la ciudadanía, con senderos, áreas de descanso, juegos infantiles y equipamientos educativos. En tiempo seco, su uso es idéntico al de un parque urbano.

## Ejemplos
- Parque Inundable La Marjal (Alicante): pionero en España, inaugurado en 2015, con capacidad para 45.000 m³ de agua.[3]

- Parque del Agua Luis Buñuel (Zaragoza): creado tras la Expo 2008, integra lagunas, canales y una gran superficie inundable.

- Benthemplein Water Square (Róterdam): plaza-parque inundable en Países Bajos que recoge agua en grandes depresiones de hormigón durante tormentas.[4]